# ロイヤル・ストレート・フラッシュ (RHYMESTERの曲)
「ロイヤル・ストレート・フラッシュ」は、日本のヒップホップグループRHYMESTERのメジャー1枚目のシングル。2001年11月7日発売。発売元はNeOSITE（Ki/oon Records）。

## 概要
RHYMESTERのメジャーデビューシングル。ミュージック・ビデオの監督は中井泰太郎で、2007年にリリースされたビデオ・クリップ集「MADE IN JAPAN THE BEST OF RHYMESTER: THE VIDEOS」に収録された。2002年のアルバム『ウワサの伴奏-And The Band Played On-』では高橋達也と東京ユニオンが参加している。

## 収録曲

### CD
1. ロイヤル・ストレート・フラッシュ
(作詞：D. Sakama, S. Sasaki / 作曲：D. Sakama)
  - テレビ東京系『JAPAN COUNTDOWN』2001年11月度エンディングテーマ[2]。
2. This Y'all, That Y'all
(作詞：D. Sakama, S. Sasaki / 作曲：D. Sakama)
  - 2002年にはSUPER BUTTER DOGとのセッションがアルバム『ウワサの伴奏-And The Band Played On-』に収録され、「This Y'all That Y'all session with SUPER BUTTER DOG」としてシングルカットされた。
3. ロイヤル・ストレート・フラッシュ (Towa Tei Remix)
  - Towa Teiによるリミックス。

### アナログ盤
[SIDE-A]
1. ロイヤル・ストレート・フラッシュ
2. ロイヤル・ストレート・フラッシュ (Instrumental)

[SIDE-B]
1. This Y'all, That Y'all
2. This Y'all, That Y'all (Instrumental)
3. ロイヤル・ストレート・フラッシュ (Towa Tei Remix)